# Liebfrauenkirche (Lissewege)

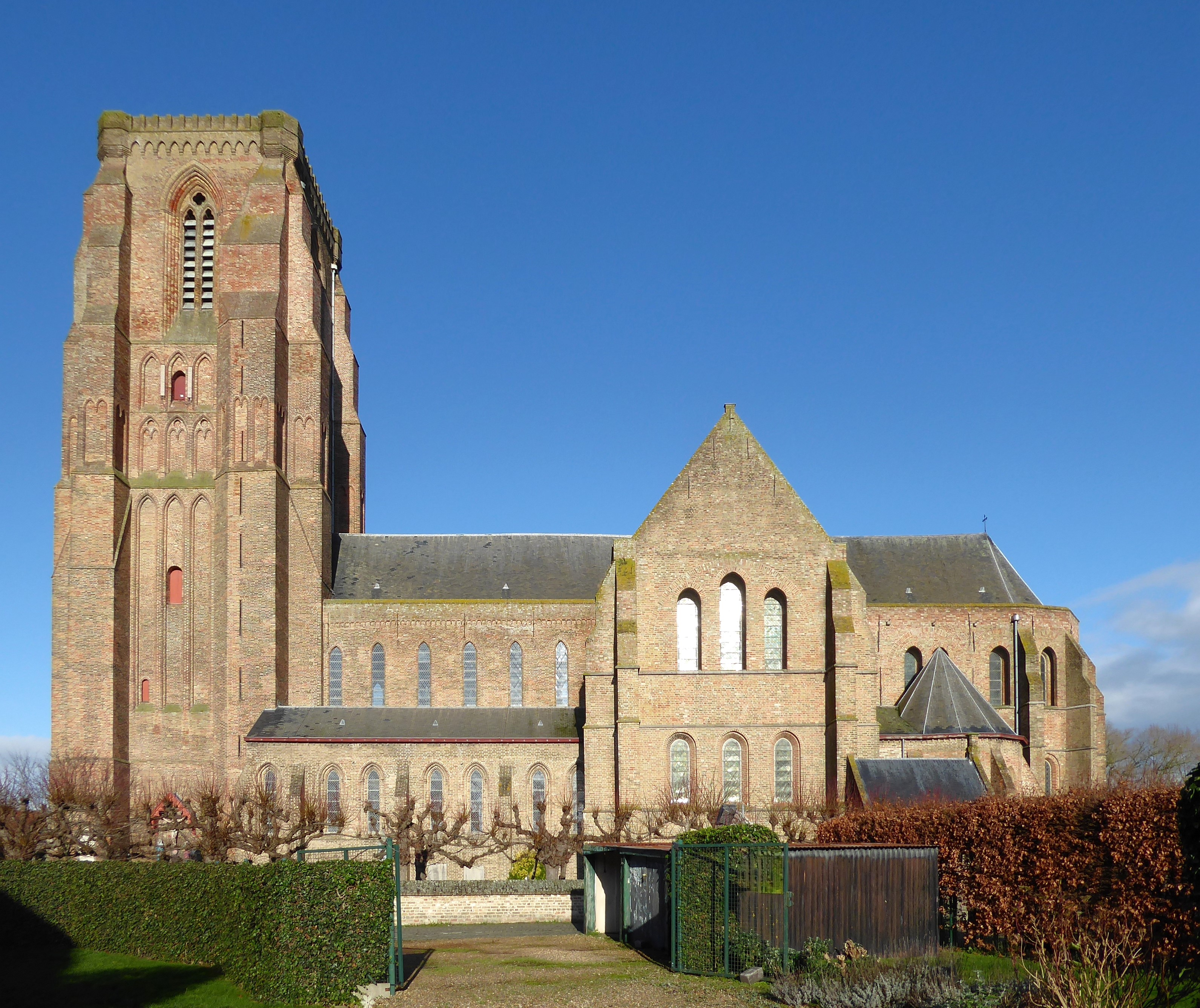
Liebfrauenkirche (Lissewege)

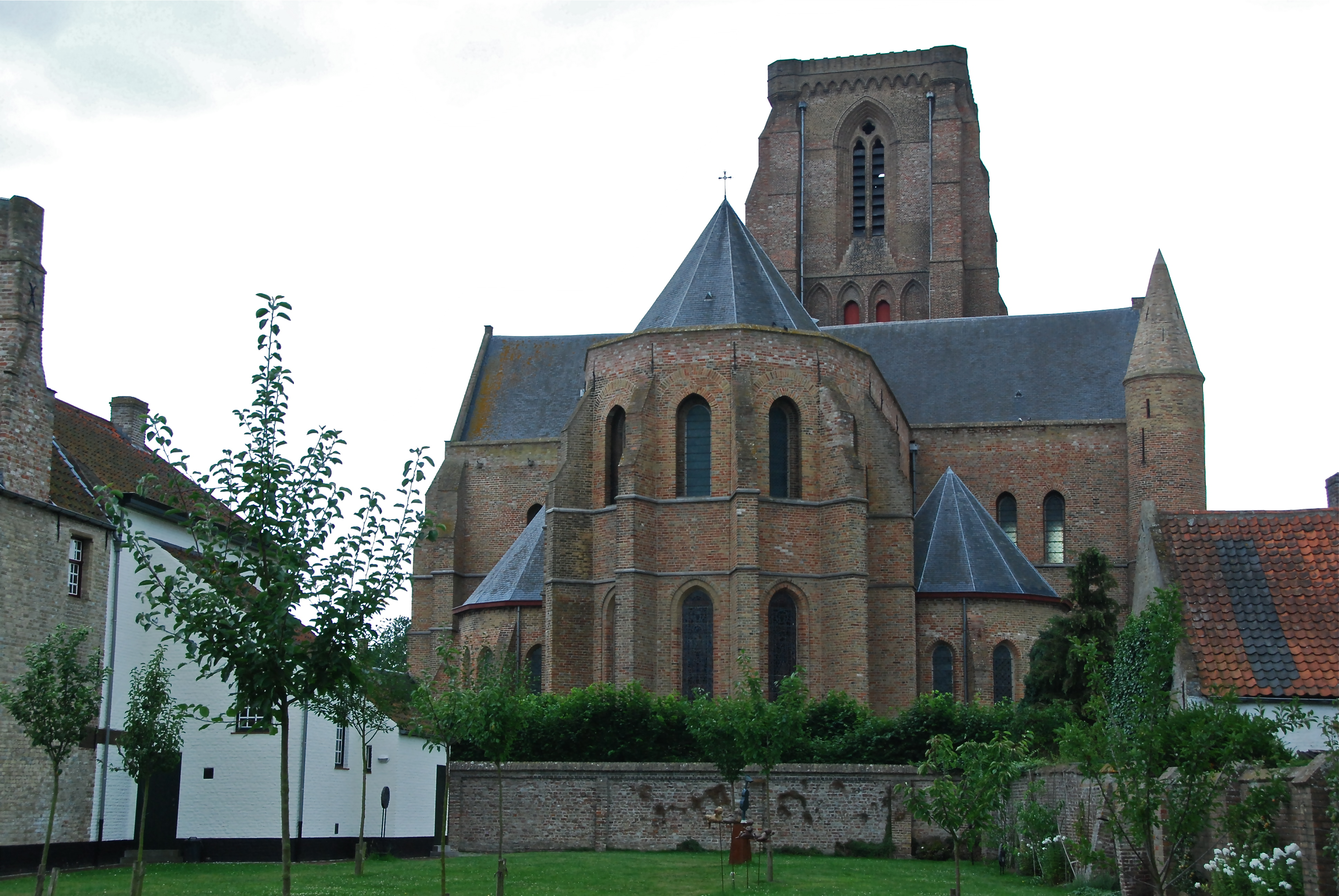
Ansicht von Osten

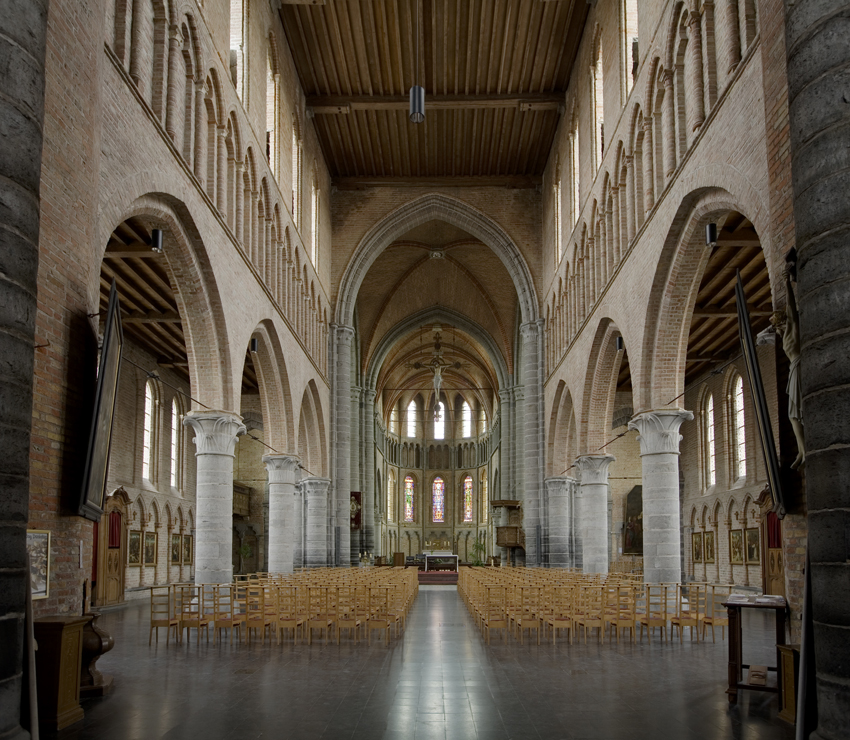
Innenansicht nach Osten

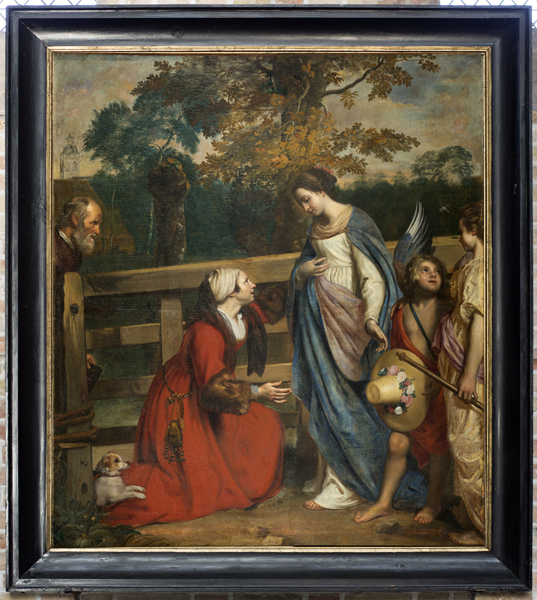
Mariä Heimsuchung

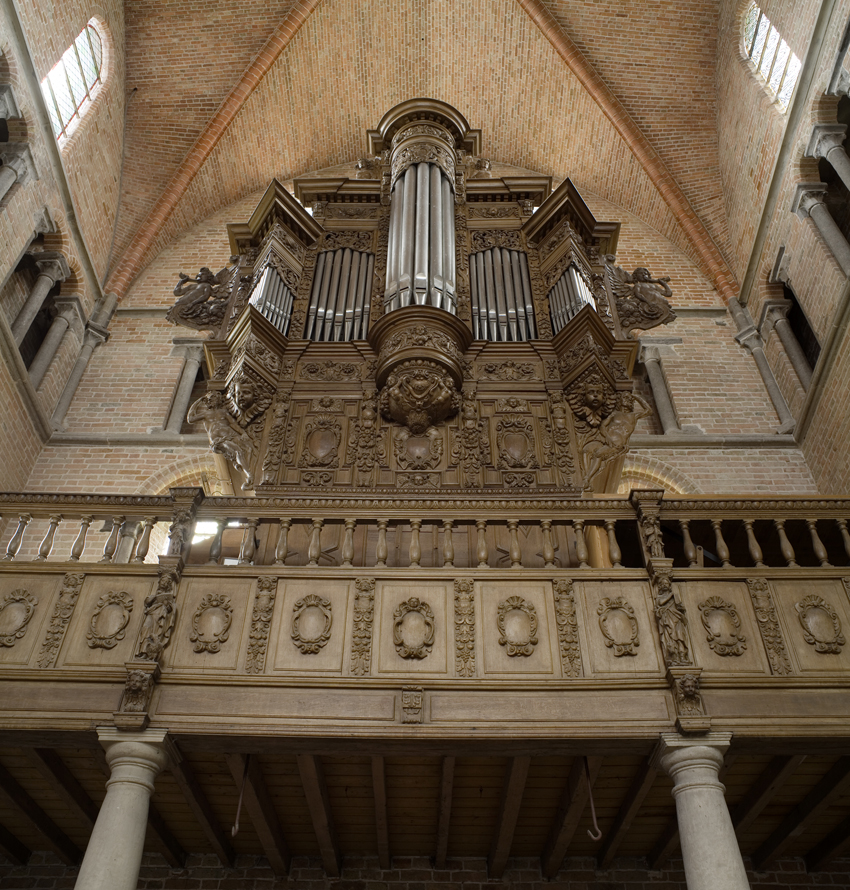
Orgel

Die frühgotische Liebfrauenkirche (ausführlich Unser Lieben Frauen Heimsuchung, niederländisch Onze-Lieve-Vrouw-Bezoekingskerk) ist die römisch-katholische Pfarrkirche von Lissewege, einem Ortsteil der westflämischen Stadt Brügge, und ein geschütztes Kulturdenkmal.

## Geschichte
Die monumentale gotische Kirche aus dem 13. Jahrhundert (ca. 1225–1275) ist ein Musterbeispiel für die frühe flämische Backsteingotik. Der umliegende Kirchhof mit einem teils gepflasterten, teils asphaltierten Kirchenweg wird von Linden flankiert. Der Kirchhof ist von einer Ziegelmauer mit Eselsrückenbogen umgeben.
Die Monumentalität der Kirche sprengt den Maßstab des kleinen Polderdorfs. Dies ist wohl auf die Wallfahrt vom Ende des 12. Jahrhunderts zu einem als wundertätig verehrtem Marienbild zurückzuführen. Diese Statue wurde jedes Jahr von Fischern auf der Prozession von Lissewege, Dudzele, Zuienkerke und Heist getragen. Lissewege war auch eine Etappe auf dem Pilgerweg nach Santiago de Compostela. Dies begünstigte die Beschaffung von Mitteln für den Bau der Kirche.
Die Kirche wurde in zwei Bauabschnitten erbaut. Der Chor, die Seitenchöre und das Querschiff stammen aus dem zweiten Viertel des 13. Jahrhunderts, das Kirchenschiff und der Westturm aus der zweiten Hälfte des 13. Jahrhunderts. Nach Spuren, die im 19. Jahrhundert gefunden wurden, ist das Innere mit figürlichen Malereien verziert. Im Jahr 1586, während der Religionskriege, wurde die Kirche durch einen Brand verwüstet. Der Chor wurde 1613 und das Querschiff 1616 restauriert. Die flache Decke über dem Schiff und den Seitenschiffen stammt aus dem Jahr 1628, der Chor und das Querschiff wurden 1644–1650 von dem Brügger Maurermeister Gerard Coppet eingewölbt. In dieser Zeit wurde der Innenraum reich verziert (einschließlich der Orgel und der Kanzel). Im Jahr 1672 wurde der Turm eingewölbt.
Im 19. Jahrhundert folgten mehrere Restaurierungsarbeiten, bei denen viele mittelalterliche Bauspuren verschwanden. Nach der Entfernung der Wanddekoration wurde das Ziegelmauerwerk roh belassen. Während der ersten Restaurierungskampagne ab 1862 unter der Leitung des Architekten Pierre Buyck (Brügge) wurde der obere Teil des Turms wieder aufgebaut (es wurden Spuren einer früheren Turmspitze gefunden) und das Pultdach über den Seitenschiffen wurde durch ein Flachdach ersetzt. Die Westjoche wurden umgebaut und die Seitenwände der Seitenschiffe wurden erneuert, die Westfenster der Seitenschiffe erhielten ein anderes Aussehen. Im Querschiff wurden Reste von Fresken aus dem 13. Jahrhundert freigelegt.
Eine zweite Restaurierungskampagne fand zwischen 1890 und 1912 unter der Leitung des Architekten August Van Assche (Gent) statt. Die ganze Kirche war verputzt. 1895 wurden die Reparaturen an Chor und Querschiff abgeschlossen. Eine Sakristei wurde hinzugefügt. Die zugemauerten Triforien, Querhausportale und Arkadenbögen wurden vollständig erneuert. Die Spuren der Fresken sind bei der Restaurierung verloren gegangen. Die Gewölbe des Hauptchors und des Querschiffs wurden durch Kreuzrippengewölbe ersetzt, der Dachstuhl aus dem 17. Jahrhundert blieb jedoch erhalten. Die Einrichtung aus dem 17. Jahrhundert wurde durch eine neugotische Innenausstattung (Altäre, Glasmalereien, Fußboden) ersetzt.
In den Jahren 1910–1912 ließ der Architekt A. Van Assche das Hauptschiff restaurieren. Die blinden Nischen in den Seitenschiffen wurden vollständig ersetzt. Die flache Decke wurde angehoben, so dass die Bögen der Fenster vollständig freigelegt wurden.
Im Jahr 1936 wurden die Seitenschiffe restauriert, einschließlich der weitgehend zerstörten Blendnischen. Bis auf vier erhaltene Exemplare wurden alle Kapitelle der Wanddekoration erneuert. Schließlich wurde auch das Westportal vollständig restauriert.
Im Jahr 1944 wurde die Kirche von mehreren Granaten getroffen, die jedoch keinen großen Schaden anrichteten.
Im Jahr 1972 restaurierte der Architekt Luc Dugardyn (Brügge) den Turm. In den 1990er Jahren wurden die Fassaden unter der Leitung des Architekten Antoine Dugardyn (Brügge) restauriert.

## Architektur
Die nach Osten ausgerichtete Kirche ist kreuzförmig mit basilikalem Aufriss und durch einen schweren, vorgesetzten Westturm gekennzeichnet. Der Ziegelbau mit Ankern ist mit Schiefer gedeckt. Der Grundriss zeigt einen quadratischen Westturm, ein dreischiffiges Kirchenschiff mit drei Jochen, ein aus der Flucht hervortretendes Querschiff mit einjochigen Armen und flachem Abschluss, einen Chor und zwei Seitenchöre von jeweils zwei Jochen mit einem siebenseitigen Chorschluss und ein Joch mit einem dreiseitigen Abschluss. Eine Sakristei steht an der Südostseite.
Das Bauwerk wurde mit in örtlichen Ziegeleien gebranntem Backstein erbaut. Darüber hinaus wurde der Naturstein von Tournai für bestimmte Teile des Innenraums verwendet, insbesondere im Chor (Säulen, Bögen, Triforium im Chor). Die Bausteine wurden in Steinbrüchen abgebaut und von Tournai über die Schelde gebracht. Der Transport erfolgte über Damme, Brügge und den Kanal Lisseweegs Vaartje, der eigens für diesen Zweck ausgehoben wurde.
Der quadratische Westturm ist aus rotem Backstein über einem Sockel aus Blaustein erbaut. Der Turmkörper mit schrägen, verjüngten Strebepfeilern besteht aus mehreren Teilen. Das um 1936 erneuerte Spitzbogenportal der Westfassade mit Blausteinverblendung hat zwei gekoppelte Spitzbögen und ein Bogenfeld unter einem profilierten Gesims mit gestreckten Enden. Die zweite Ebene besteht aus zwei übereinanderliegenden Dreifenstern in einer profilierten Spitzbogennische. Der untere Teil der Süd- und Nordseite ist durchbrochen mit langgestreckten, miteinander verbundenen Spitzbogennischen. Der Abschnitt unterhalb der Emporen ist mit zwei übereinanderliegenden, blinden Spitzbögen verziert, die sich über den Strebepfeilern fortsetzen. Die Bögen der unteren Reihe sind durchbrochen und mit gotischem Maßwerk versehen. An der Westseite befindet sich eine Uhr in einem sechseckigen Rahmen. Der Glockenboden ist durch Schallöffnungen mit gekuppelten Spitzbögen mit Dreipass und Vierpass im Bogenfeld gekennzeichnet, die in einem profilierten Rahmen eingeschrieben sind. Die Brüstung ist ausgerichtet und wird von einem Spitzbogenfries gestützt; die Ecken sind mit achteckigen Fialen verziert.
Eine Treppe ist in die Ecke des südlichen Kirchenschiffs und in den südöstlichen Strebepfeiler integriert. Am Fuß der Südfassade befindet sich ein Kalvarienberg unter einem hölzernen Vordach.
Die Nord- und Südfassaden der unteren Seitenschiffe, die unter einem Pultdach liegen, sind durch Strebepfeiler in je zwei Joche und einfache profilierte Spitzbogenfenster gegliedert. Die Spitzbogenfenster des Mittelschiffs ragen über das Dach hinaus.
Die Querschiffe haben charakteristische Spitzgiebel und an den Ecken verjüngte Strebepfeiler. An der nordöstlichen Ecke des nördlichen Querschiffs befindet sich ein runder Treppenturm mit einem konischen Schieferdach. Blausteinsockel markieren die verschiedenen Abschnitte. Das Portal wird von einer profilierten Spitzbogenöffnung aus Blaustein mit einem einfachen Dreipass im Bogenfeld eingerahmt. Darüber befinden sich drei Spitzbogenfenster und im Giebel ein dreibahniges Fenster unter einem runden Reliefbogen.
Der Chor mit einer siebeneckigen Apsis und die beiden mit Schiefer gedeckten Dachböden haben einen Sockel aus Feldsteinen, die wahrscheinlich von einer früheren Kirche stammen. Die Fassaden werden von verjüngten Strebepfeilern und einfachen Spitzbogenfenstern rhythmisiert. Blaue Steinsockel markieren die Ränge.
Die Sakristei wurde im 19. Jahrhundert an der südöstlichen Ecke des südlichen Querschiffs errichtet.

## Inneres
Für das aufgehende Mauerwerk wurde überwiegend roter Backstein verwendet, abwechselnd mit Tournai-Stein.
Die Unterkirche und der Westturm stammen aus der zweiten Hälfte des 13. Jahrhunderts.
In der Westwand des Turms befinden sich das Portal und drei Fenster in einer tiefen Spitzbogennische. Die Nord- und Südwände sind ebenfalls durchbrochen und mit hohen, blinden Spitzbogennischen versehen. Das Kreuzgewölbe stammt aus dem Jahr 1672. Der Turm ist mit dem Kirchenschiff durch eine hohe, profilierte Spitzbogenöffnung aus Tournai-Stein und Backstein verbunden.
Das dreijochige Kirchenschiff ist mit einer flachen Holzdecke aus dem Jahr 1628 geschlossen. Der Aufriss ist dreiteilig. Die Spitzbogenarkaden werden von runden Säulen und Halbsäulen mit Knospenkapitellen aus Tournai-Stein getragen. Das Blendtriforium ist durch Dreipässe im Bogen gekennzeichnet, die von Dreiviertelsäulen mit Knospenkapitellen aus Sandstein (an der Nordseite) und Terrakotta (an der Südseite) getragen werden. Darüber befindet sich der Fensterbereich mit einem Laufgang. Die Fensternischen sind mit Spitzbögen gegliedert, die von Halbsäulen getragen werden. Die Fenster werden von einem Dreipassbogen gekrönt, der auf Sandsteinköpfen ruht.
Die Wände der Seitenschiffe sind im unteren Bereich mit einem blinden Spitzbogen verziert, der von Dreiviertelsäulen mit Knospenkapitellen getragen wird. Darüber befinden sich Spitzbogenfenster in einem profilierten Rahmen, die sich mit blinden Nischen abwechseln. Die flache Holzdecke stammt ebenfalls aus dem Jahr 1628.
Das Querschiff, der zweijochige Chor und die diagonal angeordneten Seitenchöre stammen aus dem zweiten Viertel des 13. Jahrhunderts. Die Vierungspfeiler sind mit Knospenkapitellen und Bögen aus Tournai-Stein versehen. Der untere Teil des Querschiffs und des Chors ist durch eine blinde Empore mit einem Schulterbogen aus Blaustein gekennzeichnet, der auf Dreiviertelsäulen mit Knospenkapitellen ruht. Darüber befindet sich der Fensterbereich mit Spitzbogenfenstern. Das Triforium besteht aus bogenförmigen Öffnungen, die von Säulen aus Blaustein mit Knospenkapitellen getragen werden.
In der südlichen Kreuzkapelle, über dem Eingang zur Sakristei, befindet sich eine Konsole mit dem sogenannten „Kopf des Baphomet“, der mit den Templern in Verbindung gebracht wird.
Der Fußboden mit Fliesen in Form eines Labyrinths wurde in den 1890er Jahren verlegt.
Die Kreuzrippengewölbe aus Backstein mit Schlusssteinen aus weißem Stein stammen aus den Jahren 1644 bis 1650.

## Ausstattung
Die Ausstattung aus dem 17. Jahrhundert wurde im 19. Jahrhundert weitgehend durch neugotische Elemente ersetzt.
Die polychromierte Statue der Muttergottes von Lissewege befindet sich in der nördlichen Kapelle des Kreuzes. Die Statue ist wahrscheinlich eine 1625 angefertigte Kopie der von den Geusen 1586 zerstörten Wunderstatue.
Der Lisseweger Tischlermeister Walram Romboudt (1598–1668) fertigte das Orgelgehäuse, den Lettner und die Kanzel im Stil der Spätrenaissance. Die Orgel mit Lettner wurde 1991 restauriert. Das Eichengehäuse aus dem Jahr 1652 ist mit Blumenmotiven, Girlanden und trompetenblasenden Engeln verziert. Das heutige Orgelwerk mit 21 Registern auf zwei Manualen und Pedal stammt aus dem Jahr 1808, wurde von dem Orgelbauer Karel Van Peteghem (Gent) erbaut und danach mehrfach umgebaut. Die Eichenholzkanzel hat einen sechseckigen Korb mit Engelsfiguren und Darstellung der vier Evangelisten mit ihren Attributen.
Zwei Beichtstühle aus Eiche (im nördlichen und südlichen Seitenschiff) im Rokokostil wurden von J. Van Quaillie (Brügge) geschaffen. Einige Gemälde zeigen unter anderem Die Heimsuchung (1652) von Jacob van Oost dem Älteren, Die Anbetung des Heiligen Jakobus von Compostela (1665) von Jan Maes (Brügge), Christus am Kreuz (1713) von Marc van Duvenede (Brügge). Die drei Glasfenster im Chor (1949) stammen von der Firma Crespin und Crickx (Brüssel).